# 分巻整流子電動機
分巻整流子電動機（ぶんまきせいりゅうしでんどうき、あるいは ぶんけんせいりゅうしでんどうき）は、電機子巻線と界磁巻線とが並列に接続されている電磁石界磁形整流子電動機である。

## 特徴
直巻整流子電動機や複巻整流子電動機と同じく、界磁巻線と電機子巻線に流れる電気が1つの電源から供給されるもので、用途は多岐にわたる。回転速度（回転数）の制御は、界磁巻線に流れる電流を加減する界磁制御で行う。
特性としては
- 回転数によるトルクの変化が小さい。
- 整流特性がやや悪い。
- 界磁制御による回転数の制御範囲が狭い。

## 速度制御・始動法

### ワードレオナード方式
交流電動機直結の直流発電機（電動発電機）の他励界磁制御により、電機子電圧の可変制御を行うものである。電動機の界磁制御に使用される可変電圧を、専用の直流電源を設けて供給するようにしたもの。構造が簡易で制御も容易であることから、直流電動機の発明当初から用いられた。
応用として、交流電動機を内燃機関に置き換えたものがディーゼル・エレクトリック方式やガス・エレクトリック方式、タービン機関に置き換えたものがターボ・エレクトリック方式であり、艦船や電気式気動車・ディーゼル機関車の電気推進で広く用いられた。

### イルグナ方式
ワードレオナード方式の発電機にはずみ車をつけて、大きなピーク負荷や脈動のある負荷に対応させたものである。鋼塊圧延機などに使用されていた。
用途としては
- 圧延機
- 起重機
- エレベーター

### 静止レオナード方式
ワードレオナード方式の電動発電機部分をサイリスタ位相制御電源回路（コンバータ）に置き換えたもの。サイリスタレオナード方式とも呼ばれる。
ただしコンバータにインバータとしての機能を持たせなければ回生制動は使用できない。
ワードレオナード方式に比べて、電動発電機を持たないため軽量で効率が良く、制御の精度が高く、損失が少ない。しかし、力率が悪く、高調波障害（誘導障害）を引き起こすことがある。